# Wilmar Villar Mendoza
Wilmar Villar Mendoza (Palma Soriano, Cuba, 30 de mayo de 1980-Santiago de Cuba, 19 de enero de 2012) fue un disidente cubano que murió en prisión debido a un huelga de hambre.

## Primeros años
Wilman Villar vivía en la pequeña ciudad de Contramaestre, en el este de Cuba y tenía un título como mecánico textil, pero, como muchos cubanos, se ganaba la vida con diversos trabajos independientes y ocasionales. Según su esposa, viajó varias veces a La Habana, donde vive su madre, para buscar oportunidades laborales. Desde allí, sin embargo, fue deportado periódicamente a su ciudad natal.  Nunca estuvo de acuerdo con las injusticias que ocurren en Cuba y nunca pudo conseguir un trabajo regular debido a su postura antigubernamental.  Fue miembro bautizado de la Iglesia Bautista de Contramaestre.
Su padre Wilman Villar había sido arrestado por sacrificar ganado sin permiso del gobierno, y después de 7 años de presidio había muerto por negligencia médica bajo la custodia de las autoridades en 2006. Wilmar Villar Mendoza se casó con Maritza Pelegrino Cabrales y tuvo dos hijos.

## Arresto
En algún momento entre agosto y septiembre de 2011 Wilmar Villar se incorporó a la Unión Patriótica de Cuba y trabajó en actividades disidentes. Participó en una protesta pública contra el gobierno en noviembre, siendo arrestado junto a 9 compañeros.
Ese mismo mes fue sentenciado a 4 años de prisión en un juicio sumario de alrededor de una hora por delitos como desobediencia, resistencia y crímenes contra el Estado. Fue enviado a la prisión de Aguaderas en Santiago de Cuba. Wilmar Villar fue relacionado por el gobierno a un cargo de violencia doméstica que su esposa afirma que fue fabricado, ella atribuyó el activismo político de su marido a la ira por la muerte de su padre bajo custodia 5 años antes. 

### Muerte
Según The Wall Street Journal y otras organizaciones de noticias, Villar inició una huelga de hambre poco después de llegar a la prisión. Lo pusieron en régimen de aislamiento. Fue enviado al Hospital Juan Bruno Zayas en enero de 2012 luego de sufrir problemas de salud. Las Damas de Blanco y el Unión Patriótica de Cuba hicieron una vigilia para apoyarlo.  En enero de 2012 murió. El gobierno afirmó que padecía insuficiencia orgánica múltiple, neumonía y shock séptico.  La huelga de hambre había durado 56 días. Amnistía Internacional designó a Villar como preso de conciencia, anuncio que se produjo un día después de su muerte.
Representantes de la Unión Europea y de los gobiernos de Estados Unidos y España emitieron declaraciones sobre su muerte, criticando al gobierno cubano. El gobierno cubano afirmó que no había estado en huelga de hambre. Poco antes de su funeral más de 30 disidentes cubanos fueron arrestados en la zona.